# Étienne Espreman
Étienne Espreman est auteur et éditeur de jeux de société originaire de Liège.

## Biographie
Étienne Espreman est originaire de Liège. Cependant, il a déménagé à Bruxelles pour son travail au ministère de la justice.
Début des années 2000, il devient également démonstrateur de jeux chez Asmodee Éditions. Il est également membre de Ludobel, association qui tente de promouvoir le jeu en Belgique francophone depuis 1986.
C'est en 2010 qu'il commence à avoir une idée précise pour son jeu Bruxelles 1893, qui sera édité en 2013 chez Pearl Games. Le jeu a été récompensé aux cérémonies de l'As d'or mais a également été récompensé à d'autres prix comme le prix Boulogne-Billancourt. Plus de 10 000 boites du jeu ont également été vendues.
En 2014, l'auteur de jeux crée la maison d'édition Geek Attitude Games afin notamment d'éditer son jeu Essen - The Game créé avec deux amis, jeu qui a notamment gagné le Prix Ludinord.

## Ludographie
Étienne Espreman a créé plusieurs jeux dont Bruxelles 1893 qui a été récompensé à l'As d'or,.

### Seul
- 2013 : Bruxelles 1893, illustré par Alexandre Roche, édité par Pearl Games[8]
- 2019 : Bruxelles 1897, illustré par Vincent Joassin, édité par Geek Attitude Games
- 2023 : Bruxelles 1893 - Belle époque, illustré par Ammo Dastarac, édité par Geek Attitude Games[9].

### Avec Fabrice Beghin et Frédéric Delporte
- 2014 : Essen - The game, illustré par Cyrille Breuil, édité par Geek Attitude Games[8]

## Geek attitude Games
Étienne Espreman a créé l'entreprise Geek Attitude Games en 2014 avec ses amis Fabrice Beghin et Frédéric Delporte,. Ce trio a notamment édité le jeu Essen - The game qu'ils ont eux-mêmes inventé. Une quinzaine de jeux comme Not alone ont été édité et Bruxelles 1893 - Belle époque est attendu pour 2023.